# Francisco Braga
Antônio Francisco Braga (Rio de Janeiro, 15 de abril de 1868 — Rio de Janeiro, 14 de março de 1945) foi um compositor, regente e professor brasileiro.

## Biografia

Herma de Francisco Braga, erigida no Passeio Público em 1952, durante cerimônia de comemoração ao seu centenário de nascimento, 1968. Arquivo Nacional.

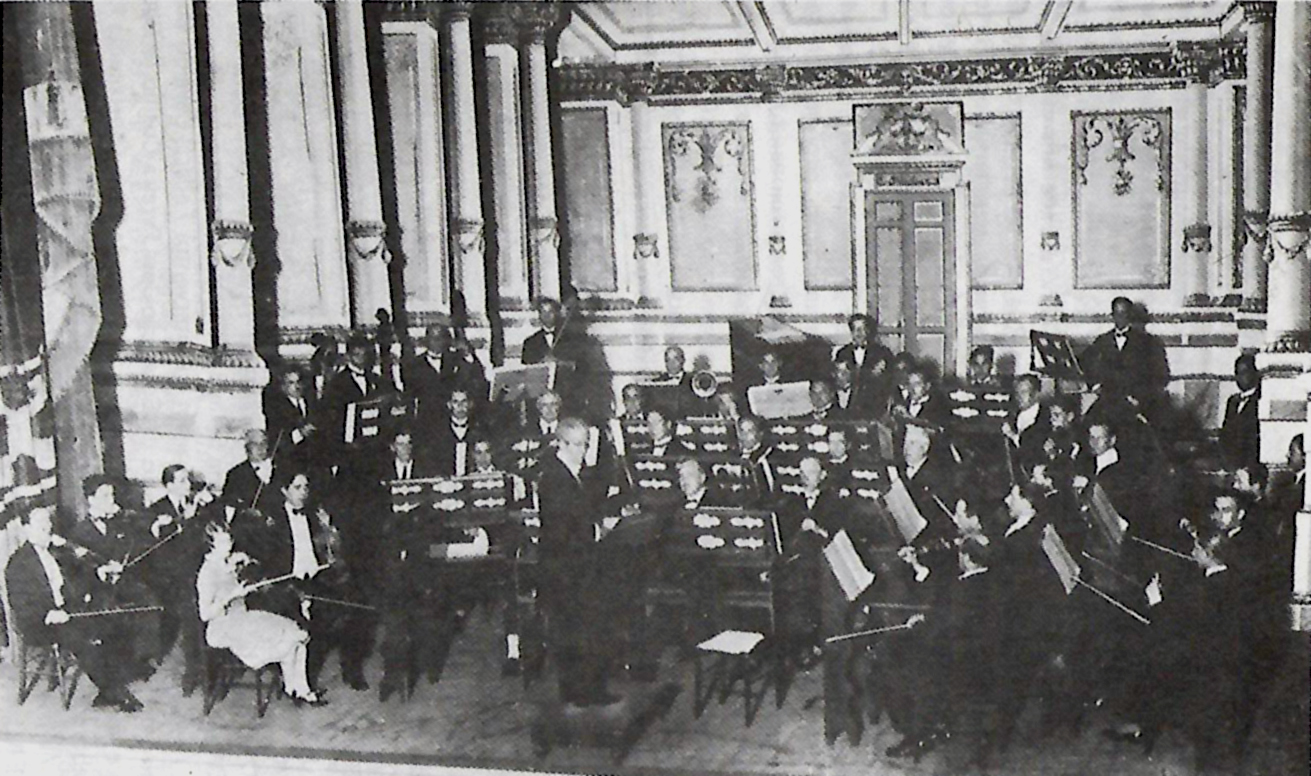
Concerto no Theatro São Pedro de Porto Alegre em 1928 com a regência de Francisco Braga e Olga Fossati como spalla da orquestra.

Ingressou no Asilo dos Meninos Desvalidos em 1876, onde iniciou os seus estudos musicais. Pelo destaque na instituição foi inscrito como aluno no Conservatório Imperial onde concluiu o curso de clarineta com Antônio Luís de Moura em 1886, tendo também sido aluno de Carlos de Mesquita (harmonia e contraponto). Este professor estreou em 1886 sua primeira composição sinfônica, a Abertura-Fantasia, com a Orquestra do Conservatório.
Em 1888 desligou-se como interno do Asilo ao atingir a maioridade. Mas passou a contribuir com a instituição como professor de música e regente da banda.
Em 1890 participou do concurso oficial para a escolha do novo Hino Nacional brasileiro, classificando-se entre os quatro primeiros colocados e, com isso, obteve bolsa de dois anos para estudar na Europa. Foi então para Paris, onde estudou composição com Jules Massenet e, posteriormente, fixou residência em Dresden, Alemanha.
Influenciado pelo compositor alemão Richard Wagner, decidiu compor uma obra de maiores proporções, utilizando recursos cênicos, vocais e orquestrais. Assim sendo, baseado em novela de Bernardo Guimarães, compôs Jupira, ópera em um ato, que dirigiu pela primeira vez no Teatro Lírico do Rio de Janeiro em 1900, ano da sua volta ao Brasil.
Dois anos depois foi nomeado professor do Instituto Nacional de Música, no Rio. Em 1905 compôs o Hino à Bandeira, cujos versos são de Olavo Bilac.
Suas composições primavam pelo bom acabamento e leveza de técnica, sem complexidade aparente, marca de sua formação francesa. As inúmeras composições de marchas e hinos lhe valeram o apelido de "Chico dos Hinos".
Em 1908 compôs, a partir de temas nacionais, a música para O contratador de diamantes, drama de Afonso Arinos, e em 1909, na inauguração do Teatro Municipal do Rio de Janeiro, foi apresentado em primeira audição seu poema sinfônico Insônia.
Em 1912 participou da fundação da Sociedade de Concertos Sinfônicos, da qual se tornou diretor artístico e regente, permanecendo à frente da orquestra por vinte anos. Presidente perpétuo da Sociedade Pró-Música e fundador do Sindicato dos Músicos, Francisco Braga foi escolhido como Patrono da Cadeira de número 32 da Academia Brasileira de Música.
Encontra-se colaboração da sua autoria na revista ilustrada Argus  (1907).

## Obras do autor
- Missa de S. Francisco Xavier (s.d.)
- Missa de S. Sebastião (s.d.)
- Te Deum (1904)
- Stabat Mater (s.d.)
- Trezena de S. Francisco de Paula (s.d.)
- A Paz, poema com coro (s.d.)
- Oração pela Pátria, poema com coro (s.d.)
- Trio, para piano, violino e violoncelo (1930)
- Dois Quintetos) (s.d.)
- Quarteto para instrumentos de sopro (s.d.)
- Virgens Mortas, canção com letra de Olavo Bilac (s.d.)
- Trovador do Sertão, para canto e orquestra (s.d.)
- Hino à juventude brasileira (s.d.)
- Hino à Paz (s.d.)
- Romance Primaveril (s.d.).[5]
- Paysage (1895)
- Cauchemar (1896)
- Sérénade de Loin, para voz e piano, com poema de Louis Marceleau (s.d.)
- Chanson, para voz e piano, com poema de Jules de Marthold (1891)
- Brasil, marcha (1898)
- Marabá, poema sinfônico, sua primeira obra com temática nacional (1898)
- Episódio Sinfônico
- Jupira, ópera (1898)
- A Pastoral, episódio lírico (1903)
- Barão do Rio Branco, Dobrado (1904)
- Satanás, dobrado (s.d.)
- Dragões da Independência, dobrado (s.d.)
- Hino à Bandeira do Brasil (1905)
- Canto de Outono, para orquestra de arcos (1908)
- O Contratador de Diamantes, música incidental (1908)
- Insônia, poema sinfônico (1908)
- Anita Garibaldi, ópera (1912-1922)
- Hino dos alunos do Colégio Pedro II, (Foi executado e cantado pela primeira vez em 2 de dezembro de 1937).
- Diálogo sonoro ao luar. Seresta para saxofone alto (mib) e bombardino (dó)(s.d.) Publicado no Boletín Latinoamericano de Música, t.  VI (1946).

### Mídia
- A paz - cortejo para coro e orquestra. Orquestra Sinfônica Nacional (OSN-UFF) da Universidade Federal Fluminense

- Seu repertório para canto e piano foi recentemente gravado em CD pelas pesquisadoras Mônica Pedrosa e Guida Borghoff da UFMG.